# 厚首城堡
厚首城堡，位于中国福建省霞浦县沙江镇八堡村，为一个霞浦县级文物保护单位，类型为古建筑，公布时间为2010年11月。
厚首城堡的历史年代为明，建于明朝嘉靖四年（1525年），为明朝时期为抗倭所筑城堡之一。